# Skräck och avsky i Las Vegas
Skräck och avsky i Las Vegas med undertiteln en vild tripp till hjärtat av The American Dream (originaltitel: Fear and Loathing in Las Vegas med undertiteln A Savage Journey to the Heart of the American Dream) är en semibiografisk roman från 1971 av Hunter S. Thompson.
Boken översattes första gången till svenska 1980 av Lasse Mårtensgård med titeln Las Vegas: en grym resa till hjärtat av den amerikanska drömmen. En nyöversättning av Einar Heckscher med titeln Skräck och avsky i Las Vegas utkom 2009.

## Handling
Boken handlar om när Raoul Duke (Hunter S. Thompson) och hans mentalt instabile advokat Dr. Gonzo (Oscar Zeta Acosta) åker till Las Vegas under förevändning att rapportera om motorcykeltävlingen Mint 400, känt som "The Great American Desert Race". I stället bestämmer sig Raoul Duke och advokaten för att försöka finna hjärtat av den amerikanska drömmen, samtidigt som de knarkar sig igenom en diger samling droger, allt från eter till adrenokrom.

## Eftermäle
Det är en av Thompsons kanske viktigaste böcker, som beskriver hans upplevelse av, och uppgörelse med, hippierörelsen och dess krampaktiga försök att hänga kvar som en kontrast till konservatismen och det själlösa sökandet efter rikedom i ett USA vars illusioner sargats av Vietnamkriget.

### Adaptioner
Boken låg till grund för filmen Fear and Loathing in Las Vegas som utkom 1998 och regisserades av Terry Gilliam.

## Utgåvor i urval
- Fear And Loathing in Las Vegas: A Savage Journey to the Heart of the American Dream. Pocket. Harpercollins Publishers, London, 2005. ISBN 0-00-720449-3.
- Fear And Loathing in Las Vegas: A Savage Journey to the Heart of the American Dream. Random House Usa Inc., New York, 1998. ISBN 0-679-60298-4.
- Las Vegas: en grym resa till hjärtat av den amerikanska drömmen. Tiden, 1980. ISBN 91-550-2427-0.
- Skräck och avsky i Las Vegas: en vild tripp till hjärtat av The American Dream. Reverb 2009. ISBN 9789185697205.